# Lâm Phong
Lâm Hội Văn, sau đổi thành Lâm Dật Phong, thường được biết đến với nghệ danh Lâm Phong (giản thể: 林峯; phồn thể: 林峰; bính âm: Làm Fūng, tên tiếng Anh: Raymond Lam, sinh ngày 8 tháng 12 năm 1979), là một nam ca sĩ, người dẫn chương trình kiêm diễn viên người Hồng Kông. Anh từng là diễn viên độc quyền của hãng TVB.

## Tiểu sử
Lâm Phong có tên thật là Lâm Hội Văn, sau đổi thành Lâm Dật Phong. Anh sinh ra trong một gia đình nổi tiếng ở Hạ Môn. Ông nội của Lâm Phong, Lâm Mộng Phi, từng là Thiếu tướng của Trung Quốc Quốc dân Đảng, Chỉ huy khởi nghĩa Hạ Môn, Phó Chủ tịch Hội nghị Tham vấn Chính trị tỉnh Phúc Kiến lần thứ VI và VII, Ủy viên Thường vụ Ủy ban Giám sát Trung ương lần thứ VII, Cố vấn của Đặc khu kinh tế Hạ Môn, sinh viên năm thứ tư Khoa Chính trị kiêm Chủ tịch Hội cựu sinh viên Trường Quân sự Hoàng Phố; từng tham gia Chiến tranh thế giới thứ hai và Nội chiến Trung Quốc. Cha anh là Lâm Hoa Quốc, Chủ tịch kiêm Tổng Giám đốc của Công ty TNHH Phát triển Bất động sản Nặc Lâm (Hạ Môn), sở hữu tài sản khoảng 1,8 tỷ Nhân dân tệ (tương đương 6 nghìn tỷ VNĐ), được mệnh danh là Lý Gia Thành của Hạ Môn, ông được tặng danh hiệu "Công dân Danh dự" đầu tiên ở Hạ Môn. Hai người cô ruột của anh có xưởng sản xuất thời trang quy mô lớn bên Thâm Quyến và Hồng Kông. Bà cố của Lâm Phong là người Tây Ban Nha, vì vậy anh mang trong người 1/8 dòng máu Tây Ban Nha.
Lúc nhỏ, Lâm Phong nói được ngôn ngữ ngôn địa phương là tiếng Quảng Đông và Tiếng Mân Tuyền Chương. Năm 2 tuổi, Lâm Phong được cha mẹ đưa đến Hồng Kông, nhưng trường tiểu học Lâm Phong theo học sử dụng tiếng Quan thoại và tiếng Anh (trước khi Hồng Kông trao trả) để giảng dạy, vì thế từ nhỏ anh đã thông thạo luôn cả tiếng Quan thoại và tiếng Anh. Đến trung học, do bận tâm về sức khoẻ của ông nội mình, anh lại chuyển về Hạ Môn học để ở cùng ông, lúc đó anh theo học trường nam sinh tại đây. Thời học sinh, Lâm Phong thường tham gia đóng vai chính trong các vở kịch của nhà trường, anh từng giành Huy chương bạc trong một cuộc thi bơi lội toàn Hồng Kông.
Lâm Phong học Clarinet và Guitar từ nhỏ. Đến năm 12 tuổi, anh đến Thượng Hải theo hai nhà âm nhạc trữ danh Chu Phùng Bác và Thi Hồng Ngạc để học hát, nhảy và các loại nhạc cụ, đồng thời anh cũng là học trò hàng đầu của nhà sản xuất âm nhạc Đới Tư Thông.

## Sự nghiệp
Năm 1997, chủ tịch công ty âm nhạc Polygram sau khi biết đến giọng hát của Lâm Phong, đã đề nghị ký kết hợp đồng ca sĩ với anh, nhưng lúc đó do anh vẫn còn quá trẻ, cộng thêm tình hình cuộc khủng hoảng tài chính năm 1997, anh đã từ bỏ cơ hội này và quyết định chọn học ngành Kiến trúc để kế thừa sự nghiệp của cha.
Năm thứ nhất tại Đại học Hạ Môn, trong Cuộc thi hát do trường tổ chức, Lâm Phong đã giành được Giải nhất khi thể hiện ca khúc trữ tình nổi tiếng Tình yêu là vĩnh hằng. Một năm sau đó, anh chuyển đến Mỹ, học tại Trường Đại học Nam California. Theo học chuyên ngành Kiến trúc, anh vẫn chọn ngành phụ là âm nhạc. Sau đó, trong kỳ thi âm nhạc, với sự thể hiện trong ca khúc Đêm trên đồng cỏ, Lâm Phong được giáo sư khen ngợi và đánh giá cao, gợi ý anh nên chọn ngành chính là âm nhạc, nhưng anh đã từ chối.
Năm 1998, anh trở về Hồng Kông, tình cờ hứng thú ghi danh vào Khoá học diễn xuất thứ 13 của TVB và sau đó anh đã chính thức bắt đầu sự nghiệp diễn viên của mình với TVB.
Năm 2007, Tập đoàn Anh Hoàng EEG đã mời anh ký kết hợp đồng ca sĩ và anh đã chính thức bắt đầu thực hiện ước mơ âm nhạc của mình. Dưới sự Debut của EEG, Lâm Phong đã thành công ra mắt nhiều Album và tổ chức các Concert lớn tại nhiều nơi trên thế giới, trở thành một trong những ca sĩ Cantopop có sức ảnh hưởng nhất Hồng Kông.
Sau khi hoàn thành khoá học diễn xuất tại TVB, với khả năng ngôn ngữ nhiều thứ tiếng, Lâm Phong được TVB giao đảm nhận vai trò dẫn chương trình của đài, đi đến cả Thái Lan và Indonesia. Sau đó bắt đầu đóng những vai nhỏ quần chúng trong một số bộ phim.
Năm 2000, anh được chọn vào vai anh chàng Đầu tôm cùng bạn diễn Dương Thiên Hoa và bắt đầu gây sự ý với khán giả TVB. Năm 2001, anh được giao vai Doanh Chính trong phim Cỗ máy thời gian. Vai diễn đã giúp anh giành được danh hiệu "Diễn viên mới triển vọng nhất" của Next TV Award và được giới báo chí đánh giá như ngôi sao sáng mới của HongKong.
Năm 2002, lần đầu tiên đảm nhận vai nam chính, với sự cố gắng hết mình thể hiện hoàn hảo nhân vật Hoàng Phủ Thiếu Hoa chân thành trong phim Tái Sinh Duyên, anh đã lọt Top 5 Chung kết đề cử cho giải "Thị đế" TVB tại Hồng Kông, cạnh tranh cùng các bậc đàn anh trong khi chỉ là người mới.
Năm 2003, với hình tượng chàng luật sư trẻ tài năng, dí dỏm - Ben trong phim Quy Luật Sống Còn, anh được TVB trao giải "Nam diễn viên tiến bộ vượt bậc nhất" của Lễ trao giải TVB tại HongKong. Năm 2004, với sự thành công của phim Song Long Đại Đường ở cả HongKong, Trung quốc và Đông Nam Á khi thể hiện đột phá anh hùng loạn thế - Khấu trọng, anh đã giành được giải "Nam nhân vật truyền hình được yêu thích nhất" của TVB Award tại HongKong và cả Giải thưởng của Liên hoan Phim Trung quốc Phong Vân Thịnh Điển "Nam diễn viên có tương lai triển vọng nhất". Không những vậy, với nhân vật Khấu Trọng này, anh đã chiến thắng cả Giải Thị đế Astro Hoa Lệ Đài của TVB tại Malaysia.
Năm 2007, với sức nóng của cả hai nhân vật Hoa Chấn Bang trong Vòng xoay cuộc đời và vai diễn khách mời Trình Lượng trong Sóng gió gia tộc, TVB đã đặc biệt trao cho Lâm Phong giải thưởng "Nam nghệ sĩ TVB được yêu thích nhất Trung quốc đại lục" tại TVB Award HongKong. Cùng năm đó, anh còn đoạt giải "Nam diễn viên HongKong nổi tiếng nhất Trung quốc" của Lễ trao giải Tencent China.
Năm 2008, bộ phim Sức Mạnh Tình Thân đạt rating trực tiếp cao nhất trong lịch sử phim TVB, là nam chính trong phim, sức phổ biến mạnh mẽ của nhân vật Tiểu quản gia - Cam Vĩnh Hảo, Lâm Phong được xem là ứng cử sáng giá nhất để chiến thắng giải "Thị đế" TVB HongKong. Mặc dù cuối cùng TVB đã không chọn anh, nhưng đã trao cho anh 2 Giải thưởng lớn "Nam Nhân vật Truyền hình được yêu thích nhất" với vai Cam Vĩnh Hảo và "Nghệ sĩ nổi tiếng nhất TVB.COM". Cùng năm, với sự thể hiện tuyệt vời của nhân vật Vô Tình trong 'Thiếu niên Tứ đại danh bổ', anh đã giành được giải "Thị đế" Starhub của TVB tại Singapore. Lâm Phong với vai diễn Đoạn Hiểu Tinh trong phim Thái cực đã vinh danh chiến thắng Giải thưởng "Nam diễn viên Truyền hình xuất sắc nhất CHÂU Á" tại Asian TV Award - Anh là người đầu tiên của HongKong và cũng là diễn viên trẻ nhất trong lịch sử có thể đoạt được "Thị đế" châu Á.
Năm 2010, vai diễn nhà khoa học Kingsley King một lần nữa tạo nên làn sóng phổ biến cuồng nhiệt, thậm chí hình ảnh Kingsley King của anh còn được in vào sách tiếng Anh của các trường trung học HongKong, TVB một lần nữa chỉ trao cho anh 2 Giải thưởng lớn "Nam Nhân vật Truyền hình được yêu thích nhất" với vai Cam Vĩnh Hảo và "Nghệ sĩ nổi tiếng nhất TVB.COM". Ngoài ra, với thành công của vai diễn này, Lâm Phong còn đoạt được giải "Nam diễn viên Truyền hình Đáng Giá Nhất" của Lễ trao giải Đông Phương tại Trung quốc.
Năm 2011, khi bộ phim Phúc vũ và Phiên Vân của TVB được phát sóng lại trên Đài TVS Đài Loan, anh cũng giành được Giải thưởng "Nam diễn viên được yêu thích nhất khu vực HongKong-Đài Loan" với vai diễn Phong Hành Liệt tại Lễ trao giải TVS.
Năm 2014, với sự thể hiện xuất sắc của 2 nhân vật Hán Vũ Đế trong phim Đại hán hiền hậu Vệ Tử Phu của Trung quốc và Bạo Seed ca trong phim Sứ Đồ Hành Giả TVB, Lâm Phong chiến thắng Giải thưởng "Nam diễn viên Truyền hình xuất sắc nhất cả Trung quốc" tại Lễ trao giải Hoa Đỉnh lần thứ 13.
Năm 2024, Lâm Phong đóng phim Cửu Long Thành Trại: Vây Thành trong vai chàng thanh niên Trần Lạc Quân cùng với Cổ Thiên Lạc.

### Âm nhạc
Vào giữa năm 2007, Ah Fung đã chính thức ký hợp đồng ca sĩ với công ty Anh Hoàng - EEG và sau đó phát hành album đầu tay của mình vào dịp cuối năm. Album đầu tay của anh có phản hồi rất tốt, ngay lần tiên đã cháy hàng và được tái bản. Tái bản xong cháy hàng lần hai. Đây có thể coi là một sự khởi đầu rất tốt cho sự nghiệp ca sĩ của anh.
Tháng 9 năm 2008, Lâm Phong cho ra mắt album thứ 02: Your Love. Album này được đánh giá hơn hẳn album vol.1 về cả bài hát lẫn kĩ thuật ca hát. Chỉ sau 2 tháng, Lâm Phong đã giành được hai đĩa bạch kim cho số lượng tiêu thụ của mình (hơn 60 000 bản). Anh là nam ca sĩ kiêm diễn viên đầu tiên của TVB đoạt được đĩa bạch kim cho số lượng tiêu thụ của mình. Thật vui khi thấy con đường âm nhạc đang ngày một rộng mở với anh. Do thị trường ở HK nhỏ hơn so với thị trường Trung Quốc - Đài Loan (về cả diện tích và dân số) nên số lượng tiêu thụ đĩa của Lâm Phong được coi là cực kì lớn.
Album thứ 03 Let's Get Wet của Lâm Phong được phát hành trước Concert đầu tiên của anh có vài ngày. Album này tuy chỉ có 7 bài nhưng còn đạt thành công hơn hai album trước, chỉ sau 2 tuần, album đã đạt lượng tiêu thụ Bạch Kim, một lần nữa khẳng định danh tiếng của Lâm Phong trong thị trường ca nhạc.
Ngày 17 và 18 tháng 6 năm 2009, Lâm Phong đã tổ chức concert cá nhân đầu tiên Let's get wet tại Hồng Quán. Tuy thời gian chuẩn bị chỉ có khoảng 10 ngày nhưng concert đã nhận được sự khen ngợi của tất cả. Toàn bộ hơn 12500 chỗ ngồi đã được lấp kín và Lâm Phong cũng lần đầu tiên thể hiện rõ bản thân với tư cách một ca sĩ thuộc phái thực lực. Đĩa DVD của concert này sau khi phát hành được 20 ngày đã đạt đĩa Bạch Kim, phải tái bản để đáp ứng nhu cầu của nhiều người hâm mộ. Có thể nói, Concert tại Hồng Quán là một sự khẳng định chỗ đứng cho Lâm Phong trong làng âm nhạc Hồng Kông, đưa anh đến một bước tiến xa hơn. Từ sau Concert này, anh đã trở thành một trong những ca sĩ trụ cột của EEG. DVD concert Let's get wet đã đưa Lâm Phong trở thành nam ca sĩ Hồng Kông có lượng tiêu thụ đĩa lớn nhất.
Năm 2012, Lâm Phong nhận được giải thưởng cao nhất "Nam Ca Sĩ Được Hoan Nghênh Nhất" vinh danh "Thiên Vương Hong Kong" tại Lễ trao giải Thập Đại Kình Ca Kim Khúc 2012, khẳng định địa vị trong làng Âm nhạc Hongkong.
Sau khi hết đồng quản lý với TVB vào tháng 7 năm 2014, Lâm Phong đã chọn chính thức sáp nhập 100% vào EEG, không chỉ hợp tác về Âm nhạc mà EEG sẽ giúp anh mở rộng sự nghiệp hơn nữa ở cả lĩnh vực điện ảnh, âm nhạc và truyền hình.

## Danh sách phim

### Phim truyền hình

#### TVB
| Năm phát hành | Tên tiếng Việt            | Tên tiếng Anh                      | Tên gốc                                                          | Vai diễn                            | Hợp tác                                                                              |
| ------------- | ------------------------- | ---------------------------------- | ---------------------------------------------------------------- | ----------------------------------- | ------------------------------------------------------------------------------------ |
| 1999          | Nghĩa nặng tình thâm      | A Kindred Spirit                   | 真情 (Chân tình)                                                 | Phục vụ bàn                         |                                                                                      |
| 1999          | Trạng sư Tống Thế Kiệt 2  | Justice Sung II                    | 狀王宋世傑貳 (Trạng vương Tống Thế Kiệt 2)                       | Người tố cáo                        |                                                                                      |
| 1999          | Khu vực tuần tra          | Side Beat                          | 吾係差人 (Ngô hệ sai nhân)                                       | Trợ lý giám đốc                     |                                                                                      |
| 1999          | Vận mệnh                  | Life For Life                      | 命轉情真 (Mệnh chuyển tình chân)                                 | Tài xế                              |                                                                                      |
| 1999          | Thử thách nghiệt ngã      | At the Threshold of an Era         | 創世紀 (Sáng thế kỷ)                                             | Vận động viên Cai ngục (Tập 50, 51) |                                                                                      |
| 1999          | Mối tình nồng thắm 2      | Plain Love 2                       | 茶是故鄉濃 (Trà thị cố hương nồng)                               | Người pha trà (Tập 32)              |                                                                                      |
| 2000          | Thần y Hoa Đà             | Incurable Traits                   | 醫神華佗 (Y thần Hoa Đà)                                         | Quan binh                           |                                                                                      |
| 2000          | Khí phách anh hùng        | Crimson Sabre                      | 碧血劍 (Bích huyết kiếm)                                         | Người áo đen                        |                                                                                      |
| 2001          | Hành động liêm chính 2000 | The ICAC Investigators 2000        | 廉政追擊 (Liêm chính truy kích)                                  | A Tân (Tập 3)                       | Mã Đức Chung, Chu Vĩnh Đường, Ngô Ỷ Lợi, Diêu Doanh Doanh,...                        |
| 2001          | Hương sắc tình yêu        | A Taste of Love                    | 美味情緣 (Mỹ vị tình duyên)                                      | Giang Thượng Du                     | Ngô Khải Hoa, Trần Tuệ San, Mã Đức Chung, Duơng Thiên Hoa,…                          |
| 2001          | Cỗ máy thời gian          | A Step Into The Past               | 尋秦記 (Tầm Tần ký)                                              | Triệu Bàn / Doanh Chính             | Cổ Thiên Lạc, Giang Hoa, Quách Thiện Ni, Tuyên Huyên,…                               |
| 2002          | Mạnh Lệ Quân              | Eternal Happiness                  | 再生緣 (Tái sinh duyên)                                          | Hoàng Phủ Thiếu Hoa                 | Diệp Tuyền, Mã Đức Chung, Dương Di, Hồ Hạnh Nhi,…                                    |
| 2002          | Bước ngoặt cuộc đời       | Golden Faith                       | 流金歲月 (Lưu kim tuế nguyệt)                                    | Oscar Đinh Thiện Hành               | La Gia Lương, Tuyên Huyên, Ôn Triệu Luân, Dương Di,…                                 |
| 2002          | Không thể khuất phục      | Lofty Waters Verdant Bow           | 雲海玉弓緣 (Vân hải ngọc cung duyên)                             | Kim Thế Di                          | Lý Thể Hoa, Diệp Tuyền, Trần Quốc Bang,…                                             |
| 2003          | Quy luật sống còn         | Survivor's Law                     | 律政新人王 (Luật chính tân nhân vương)                           | Ben Lạc Bân                         | Trần Kiện Phong, Hồ Hạnh Nhi, Liêu Bích Nhi,…                                        |
| 2004          | Cuộc chiến khốc liệt      | Blade Heart                        | 血薦軒轅 (Huyết tiến hiên viên)                                  | Mạnh Lỗi / Tào Nhạn                 | Trịnh Thiếu Thu, Uông Minh Thuyên, Vuơng Tử Kỳ, Dương Tuyết, La Mẫn Trang,…          |
| 2004          | Song long Đại Đường       | Twin of Brothers                   | 大唐雙龍傳 (Đại Đường song long truyện)                          | Khấu Trọng                          | Ngô Trác Hy, Duơng Di, Đường Ninh, Lý Thanh,…                                        |
| 2004          | Đột phá cuối cùng         | The Last Breakthrough              | 天涯俠醫 (Thiên nhai hiệp y)                                     | Ken Tề Bách Hằng                    | Trương Gia Huy, Quách Thiện Ni, Đường Ninh, Trần Mẫn Chi, Huỳnh Tông Trạch,…         |
| 2005          | Gia vị cuộc sống          | Food For Life                      | Yummy yummy                                                      | Du Học Lễ (Cậu Ngỗng)               | Trịnh Gia Dĩnh, Xa Thi Mạn, Dương Di, Dương Chí Long, Tạ Vận Nghi,…                  |
| 2006          | Phúc Vũ và Phiên Vân      | Lethal Weapons of Love and Passion | 覆雨翻雲 (Phúc Vũ Phiên Vân)                                     | Phong Hành Liệt                     | Huỳnh Tông Trạch, Xa Thi Mạn, Trần Mẫn Chi,…                                         |
| 2006          | Đáng mặt nữ nhi           | La Femme Desperado                 | 女人唔易做 (Nữ nhân ngô dị tố)                                   | Tề Khoan                            | Đặng Tụy Văn, Ngô Mỹ Hành, Tạ Thiên Hoa, Mã Quốc Minh, Từ Tử San,…                   |
| 2006          | Bố Y thần tướng           | Face to Fate                       | 布衣神相 (Bố Y thần tướng)                                       | Lại Dược Nhi                        | Lâm Văn Long, Dương Di, Lý Thi Vận, Khương Đại Vệ,…                                  |
| 2007          | Sóng gió gia tộc          | Heart of Greed                     | 溏心風暴 (Đường Tâm Phong Bạo)                                   | Alfred Trình Lượng                  | Lý Tư Kỳ, Hạ Vũ, Trần Hào, Chung Gia Hân, Mông Gia Tuệ,…                             |
| 2007          | Vòng xoay cuộc đời        | The Drive of Life                  | 歲月風雲 (Tuế nguyệt phong vân)                                  | Hoa Chấn Bang                       | Lưu Tùng Nhân, Miêu Kiều Vỹ, Mã Đức Chung, Tuyên Huyên, Hồ Hạnh Nhi, Xa Thi Mạn,…    |
| 2008          | Thái Cực                  | The Master of Tai Chi              | 太極 (Thái Cực)                                                  | Đoàn Hiểu Tinh                      | Triệu Văn Trác, Ngô Mỹ Hạnh, Hồ Hạnh Nhi, Mã Quốc Minh,…                             |
| 2008          | Sức mạnh tình thân        | Moonlight Resonance                | 溏心風暴之家好月圓 (Đường tâm phong bạo chi Gia hảo nguyệt viên) | Cam Vĩnh Hảo (Anh Quản Gia)         | Hạ Vũ, Lý Tư Kỳ, Trần Hào, Mễ Tuyết, Quan Cúc Anh, Chung Gia Hân, Huỳnh Tông Trạch,… |
| 2008          | Thiếu niên tứ đại danh bổ | The Four                           | 少年四大名捕 (Thiếu niên tứ đại danh bổ)                         | Thành Nhai Dư / Vô Tình             | Ngô Trác Hy, Trần Kiện Phong, Mã Quốc Minh, Từ Tử San, Lý Thi Vận,…                  |
| 2010          | Bí mật của tình yêu       | The Mysteries of Love              | 談情說案 (Đàm tình thuyết án)                                    | Kingsley Cảnh Bác                   | Mã Quốc Minh, Dương Di, Liêu Bích Nhi, Trần Triển Bằng,…                             |
| 2010          | Hành trình hái sao        | Growing Through Life               | 摘星之旅 (Trích tinh chi lữ)                                     | Hanson Hải Tinh                     | Lưu Tùng Nhân, Huỳnh Tông Trạch, Triệu Tử Kỳ,…                                       |
| 2011          | Thế giới của Hoa gia tỷ   | My Sister of Eternal Flower        | 花花世界花家姐 (Hoa hoa thế giới Hoa gia tỷ)                     | Hugo Tưởng Dịch                     | Xa Thi Mạn, Lương Tịnh Kỳ, Lâm Tử Thiện,…                                            |
| 2011          | Cuộc hẹn tử thần          | Men with No Shadows                | 不速之約 (Bất tốc chi ước)                                       | Đài Phong                           | Âu Dương Chấn Hoa, Dương Di,…                                                        |
| 2012          | Trở về thời Tam Quốc      | Three Kingdoms RPG                 | 回到三國 (Hồi đáo Tam Quốc)                                      | Gia Cát Lượng (Ngoạ Long tiên sinh) | Mã Quốc Minh, Dương Di, Trần Triển Bằng, Trần Mẫn Chi,…                              |
| 2012          | Ranh giới thiện ác        | Highs and Lows                     | 雷霆掃毒 (Lôi đình tảo độc)                                      | Vi Thế Lạc (Happy Sir)              | Miêu Kiều Vĩ, Huỳnh Trí Hiền, Từ Tử San,…                                            |
| 2014          | Sứ mệnh nội gián          | Line Walker                        | 使徒行者 (Sứ đồ hành giả 1)                                      | Tiết Gia Cường (Bạo Seed)           | Miêu Kiều Vĩ, Xa Thi Mạn, Hứa Thiệu Hùng, Thẩm Chấn Hiên, Trần Mẫn Chi,…             |
| 2020          | Sứ mệnh nội gián III      | Line Walker: Bull Fight            | 使徒行者3 (Sứ đồ hành giả 3)                                     | Tiết Gia Cường (Bạo Seed)           | Miêu Kiều Vỹ, Huỳnh Trí Văn, Mã Quốc Minh, Hứa Thiệu Hùng,…                          |
| 2024          | Danh Tiếng Gia Tộc 2      | The Heir To The Throne             | 家族荣耀之继承者                                                 | Cao Tuấn                            |                                                                                      |

#### Khác
| Năm Phát Hành | Tên Phim                                                    | Vai Diễn                      | Bạn Diễn                                                                           |
| ------------- | ----------------------------------------------------------- | ----------------------------- | ---------------------------------------------------------------------------------- |
| 2007          | Sức sống mới của tình yêu (Love Multiplication)             | Từ Khải                       | Trần Di Dung, Phương Trung Tín, An Dĩ Hiên, Khương Hoa,...                         |
| 2013          | Tử sai kỳ duyên (Legend of the Purple Hairpin)              | Nạp Lan Đông                  | Diệp Tuyền, Trình Thành, Trần Di Dung,...                                          |
| 2013          | Cặp đôi khắc khẩu (Ad Mania)                                | Long Thiên Tước               | Đường Yên, Mã Đức Chung, Viên Hoằng, Trì Soái,...                                  |
| 2014          | Đại Hán hiền hậu Vệ Tử Phu (The Virtuous Queen of Han)      | Lưu Triệt                     | Vương Lạc Đan, Từ Chính Khê, Châu Lệ Kỳ, Thẩm Thái,...                             |
| 2015          | Lục Tiểu Phụng và Hoa Mãn Lâu (Detectives and Doctors)      | Lục Tiểu Phụng                | Trương Hiểu Long, Trương Mông, Lan Hi, Tông Phong Nam                              |
| 2016          | Lục phiến môn (The Legend of Liu Shan Men)                  | Thân Lực Hành                 | Địch Lệ Nhiệt Ba, Phương Trung Tín, Ứng Hạo Minh, Huỳnh Văn Hào,...                |
| 2017          | Độc bộ thiên hạ (Rule the World)                            | Ái Tân Giác La Hoàng Thái Cực | Đường Nghệ Hân, Trương Duệ, Cảnh Cương Sơn,...                                     |
| 2019          | Biệt đội cơ động (Police Tactical Unit)                     | Cao Gia Thanh                 | Phương Trung Tín, Thái Trác Nghiên, Trương Kế Thông, Ôn Bích Hà,...                |
| 2021          | Dã Bình Phàm: Điệp Vụ Sinh Tử (The Mask)                    | Quý Bình                      | Trịnh Khải, Trương Quốc Lập                                                        |
| 2021          | Sao Trời Biển Rộng                                          | Phương Hằng Chi               | Lưu Đào                                                                            |
| 2022          | Hắc Kim Phong Đạo                                           | Vi Cảnh Thanh                 | Châu Tú Na, Huỳnh Hạo Nhiên, Lương Cạnh Huy,...                                    |
| 2023          | Lăng Vân Chí - Đại Bát Hầu (The Legend Of Changing Destiny) | Bàn Thạch                     | Tưởng Mộng Tiệp, Ngô Khắc Quần, Akanishi Jin, Trình Nghiên Thu, Tông Phong Nam,... |

### Phim điện ảnh
| Năm Phát Hành | Tên Phim                                                                    | Vai Diễn                 | Chú Thích                           |
| ------------- | --------------------------------------------------------------------------- | ------------------------ | ----------------------------------- |
| 2001          | Biệt Luyến (Stolen Love)                                                    | Quách Chính Nam (Rick)   | Vai chính đóng cùng Lý Thi Hoa      |
| 2010          | 72 Khách Trọ (72 Tenants of Prosperity)                                     | Thạch Kiên (lúc trẻ)     | Vai phụ                             |
| 2010          | Phỉ Thuý Minh Châu (The Jade and the Pearl )                                | Trình tướng quân         | đóng cùng Thái Trác Nghiên          |
| 2010          | Đám Cưới Hoàn Hảo (Perfect Wedding)                                         | Lăng Dụ Phong            | đóng cùng Dương Thiên Hoa           |
| 2011          | Thanh Xà Bạch Xà (The Sorcerer and the White Snake)                         | Hứa Tiên                 | đóng cùng Huỳnh Thánh Y             |
| 2012          | Đàn Ông Như Quần Áo (Love is...Pyjamas)                                     | Owen                     | Vai thứ chính                       |
| 2013          | Trung Liệt Dương Gia Tướng (Saving General Yang)                            | Dương Diên Đức/ Ngũ Lang |                                     |
| 2013          | Bất Nhị Thần Thám (Badges of Fury)                                          | Cao Mẫn                  | Vai khách mời đóng cùng Lưu Thi Thi |
| 2013          | Búp Bê Ma Ám (Baby Blues)                                                   | Diệp Đào                 |                                     |
| 2019          | Đội Chống Tham Nhũng (P Storm)                                              | Tào Nguyên Nguyên        |                                     |
| 2022          | Thần Thám Đại Chiến (Detective vs Sleuths)                                  | Phương Lễ Tín            |                                     |
| 2022          | Tân Ỷ Thiên Đồ Long Ký 1: Cửu Dương Thần Công (New Kung Fu Cult Master I)   | Trương Vô Kỵ             |                                     |
| 2022          | Tân Ỷ Thiên Đồ Long Ký 2: Thánh Hỏa Hùng Phong (New Kung Fu Cult Master II) | Trương Vô Kỵ             |                                     |
| 2024          | Cửu Long Thành Trại: Vây Thành (Twilight of the Warriors: Walled In)        | Lạc Quân                 |                                     |

## Âm nhạc
Các đĩa đơn đã phát hành
- Tìm em trong ký ức yêu thương (2007)
- Your love (2008)
- Let's get wet (2009)
- Come 2 Me (2010)
- LF (2011)
- First (2011)
- Seft-Potrait (2012)
- A TIME 4 YOU Special Collection (2013)

Các concert đã tổ chức
- Phong - Tình vô hạn Let's get wet (2009)
- Come 2 Me (2010)
- Light up my live (2011)
- A Time 4 U (2013)
- Heart Attack (2016)
- Heart Attack (2019)

## Giải thưởng

### 2014
- Nam diễn viên truyền hình xuất sắc nhất Trung quốc
- Nghệ sĩ xuất sắc ở cả ba lĩnh vực Điện ảnh-Truyền hình- Âm nhạc

### 2013
- Nam ca sĩ được hoan nghênh nhất - Đăng quang ngôi vị THIÊN VƯƠNG HỒNG KONG tại Lễ trao giải Thập đại Kình ca kim khúc 2012
- Giải kim khúc cho cho Ấu Nhĩ Hoàn - Hoàn thơ ngây tại Lễ trao giải Thập đại Kình ca kim khúc 2012
- Giải đồng ca khúc tiếng Phổ thông được yêu thích nhất Ngoan thạch điểm đầu tại Lễ trao giải Thập đại Kình ca kim khúc 2012
- Sina Music MV được xem nhiều nhất - Gỗ đá tại Lễ trao giải SINA Music Âm nhạc ý dân 2012
- Top 20 ca khúc được nghe nhiều nhất - Gỗ đátại Lễ trao giải SINA Music Âm nhạc ý dân 2012
- Giải thưởng lớn cho nam ca sĩ được yêu thích nhất Trung quốc tại Lễ trao giải SINA Music Âm nhạc ý dân 2012
- Giải nam ca sĩ hát nhạc phim hay nhất tại Lễ trao giải Âm nhạc tiên phong 2012.
- Nghệ sĩ toàn năng tại Lễ trao giải Âm nhạc tiên phong 2012.
- Top 10 đĩa nhạc Quảng Đông bán tốt nhất - Self-Portrait tại Lễ trao giải IFPI 2012
- Giải thưởng lớn của giới truyền thông tại lễ trao giải Âm nhạc Kình ca vương lần thứ 9.
- Nam ca sĩ xuất sắc nhất khu vực Hongkong tại lễ trao giải Âm nhạc Kình ca vương lần thứ 9
- Ca khúc vàng tiếng Quảng Đông - Ấu nhĩ hoàn tại lễ trao giải Âm nhạc Kình ca vương lần thứ 9.

### 2012
- Sina Music MV được xem nhiều nhất - Chok tại Lễ trao giải SINA Music Âm nhạc ý dân 2011
- Top 20 ca khúc được nghe nhiều nhất - Chok tại Lễ trao giải SINA Music Âm nhạc ý dân 2011
- Giải thưởng lớn cho ca sĩ toàn năng tại Lễ trao giải SINA Music Âm nhạc ý dân 2011
- Nghệ sĩ toàn năng được yêu thích nhất tại Lễ trao giải SMG Tinh thượng
- Giải thưởng cho ca sĩ nổi tiếng nhất trên weibo tại Lễ trao giải Thập đại Trung văn ca khúc RTHK 2011
- Nam ca sĩ được hoan ngênh nhất tại khu vực châu Á - Thái Bình Dương tại Lễ trao giải Thập đại Kình ca kim khúc Jade Solid Gold 2011
- Top 10 Kình ca kim khúc - Chok tại Lễ trao giải Thập đại Kình ca kim khúc Jade Solid Gold 2011
- Ca khúc bạc - Cho anh yêu em một giờ tại Lễ trao giải Thập đại Kình ca kim khúc Jade Solid Gold 2011
- Ca khúc vàng - Chok tại Lễ trao giải Thập đại Kình ca kim khúc Jade Solid Gold 2011
- OneFM nam ca sĩ được yêu thích nhất toàn cầu - Hạng 1 tại Lễ trao giải OneFM toàn cầu 2011
- Top 10 đĩa nhạc Quảng Đông bán tốt nhất - LF tại Lễ trao giải IFPI 2011
- Đĩa nhạc Tiếng Phổ thông bán tốt nhất - First Lần đầu tiên tại Lễ trao giải IFPI 2011
- Top 10 ca sĩ Hongkong có lượng bán đĩa chạy nhất: Lâm Phong tại Lễ trao giảiIFPI 2011
- Thần tượng được yêu thích nhất Trung quốc tại Lễ trao giải Tân thành Quốc ngữ lực
- Ca khúc Quốc ngữ - Gỗ đá cũng lay động tại Lễ trao giải Tân thành Quốc ngữ lực
- Ca sĩ châu Á được yêu thích nhất toàn Trung quốc tại Lễ trao giải Tân thành Quốc ngữ lực
- Top ca khúc Kình ca kim khúc vòng 3 - Ấu nhĩ hoàn tại Lễ trao giải Kình ca kim khúc vòng 3
- Bài hát chủ đề phim được yêu thích nhất: Ấu Nhĩ Hoàn - Hoàn thơ ngây tại Lễ trao giải AOD 2012
- Top diễn viên được yêu thích nhất - Happy Sir Vi Thế Lạc tại Lễ trao giải AOD 2012
- Top 10 ca khúc vàng Phổ thông - Gỗ đá cũng lay động tại Lễ trao giải TVB8 Kim khúc 2012
- Ca khúc tiếng Quảng được yêu thích nhất toàn cầu: Gỗ đá tại Lễ trao giải TVB8 Kim khúc 2012
- Nam ca sĩ được hoan nghênh nhất tại Lễ trao giải TVB8 Kim khúc 2012
- Giải thưởng lớn cho nghệ sĩ nổi tiếng 10 năm tại Lễ trao giải Yahoo Buzz! 2012
- Ca sĩ được hoan nghênh nhất do fan ca nhạc ở toàn Trung quốc bình chọn tại Lễ trao giải Metro Radio Tân thành kính bạo 2012
- Ca khúc gốc hay nhất - Gỗ đá tại Lễ trao giải Metro Radio Tân thành kính bạo 2012
- Ca khúc tiếng Phổ thông hay nhất - Gỗ đá cũng lay động tại Lễ trao giải Metro Radio Tân thành kính bạo 2012

### 2011
- Nam ca sĩ xuất sắc nhất của Tân thành kính bạo tại Lễ trao giải Tân thành kính bạo 2010 của Metro Radio
- Top 10 Kình ca kim khúc - Cho đến khi em không tìm anh tại Giải Thập đại kình ca kim khúc.
- Giải bạc ca khúc song ca hay nhất - Luôn ở gần bên tại Giải Thập đại kình ca kim khúc.
- Giải vàng ca khúc song ca hay nhất - Sơ kiến tại Giải Thập đại kình ca kim khúc.
- Nam ca sĩ Hongkong được hoan nghênh nhất châu Á - Thái Bình Dương (Thiên Vương Á Thái) tại Giải Thập đại kình ca kim khúc.
- SINA MUSIC Giải thưởng lớn cho Ca khúc nhạc phim truyền hình - Cho đến khi em không tìm anh tại SINA MUSIC Âm nhạc ý dân.
- SINA MUSIC Giải thưởng lớn nghệ sĩ toàn năng tại SINA MUSIC Âm nhạc ý dân.
- Diễn viên truyền hình có giá trị nhất tại Lễ trao giải của Đông phương ảnh thị 2010.
- Giải nam ca sĩ có lượng đĩa tiêu thụ lớn nhất tại Hồng Kông 2009 tại Giải IFPI 2010.
- Giải top 10 album bán chạy nhất cho Album Come 2 Me tại Giải IFPI 2010.
- Giải top 10 ca sĩ có lượng đĩa tiêu thụ lớn nhất tại Giải IFPI 2010.
- Giải ca khúc được phát sóng nhiều nhất cho Bên nhau rất tốt tại Giải IFPI 2010.
- Giải album ghi hình trực tiếp tốt nhất cho Come 2 Me DVD concert tại Giải IFPI 2010.
- Giải Nam diễn viên truyền hình Hongkong được yêu thích nhất tại Giải Giải thưởng lớn E Award - Singapore.
- Nam ca sĩ nổi danh nhất trên mạng tại Lễ trao giải Âm nhạc tiên phong 2010.
- Ca sĩ hát nhạc phim truyền hình và điện ảnh xuất sắc nhất tại Lễ trao giải Âm nhạc tiên phong 2010.
- Giải vàng ca khúc song ca được yêu thích nhất - Luôn ở gần bên tại Lễ trao giải Âm nhạc tiên phong 2010.
- Nam ca sĩ được hoan nghênh nhất Hongkong tại Lễ trao giải Âm nhạc tiên phong 2010.
- Giải Tinh anh truyền hình tại Giải của Đồng hồ châu báu Thái tử trao tặng.
- Nam diễn viên chính được yêu thích nhất TVB (Top 5) tại Lễ trao giải StarHub 2010.
- Ca khúc nhạc phim hay nhất (Bên nhau rất tốt)tại Lễ trao giải StarHub 2010.
- Diễn viên truyền hình đáng giá nhất tại Lễ trao giải 《Đài truyền hình Đông phương năm 2011 》.
- Giải Thần tượng nổi danh châu Á tại Giải Tân thành quốc ngữ lực.
- Ca khúc Cho anh yêu em một giờ đoạt giải ca khúc Tân thành quốc ngữ tại Giải Tân thành quốc ngữ lực.
- Ca khúc Chok đoạt giải tại Lễ trao giải Kình ca kim khúc tuyển chọn vòng 2.
- Ca sĩ hình mẫu nổi bật tại Lễ trao giải Kình ca kim khúc tuyển chọn vòng 2.
- Biểu diễn sân khấu xuất sắc nhất tại lễ trao giải Âm nhạc Phong vân Bảng 2011.
- Nghệ sĩ toàn năng nhất tại lễ trao giải Âm nhạc Phong vân Bảng 2011.
- Ca khúc vàng tiếng Quảng đông - Chok tại lễ trao giải Âm nhạc Kình ca vương lần thứ 8.
- Nam ca sĩ được yêu thích nhất khu vực Hongkong - Đài Loan tại lễ trao giải Âm nhạc Kình ca vương lần thứ 8
- Nghệ sĩ toàn năng nhất tại lễ trao giải Âm nhạc Kình ca vương lần thứ 8.
- Nam nhân vật truyền hình được yêu thích nhất tại lễ trao giải My AOD 2011.
- Top 10 ca khúc được yêu thích nhất - Cho anh yêu em một giờ tại Lễ trao giải UChannel tôi khởi động 2011
- Ca sĩ Hong Kong được yêu thích nhất cả nước (Trung Quốc) tại Lễ trao giải UChannel tôi khởi động 2011
- Album Hong Kong được yêu thích nhất cả nước (Trung Quốc) - First Lần đầu tiên tại Lễ trao giải UChannel tôi khởi động 2011
- Thiên vương Quảng cáo tại lễ trao giải quảng cáo 2011 của tạp chí TVB.
- Top 5 Nam ca sĩ xuất sắc nhất tại Lễ trao giải Âm nhạc tiên phong 2011
- Top 10 ca khúc được yêu thích nhất - Cho anh yêu em một giờ tại Lễ trao giải Âm nhạc tiên phong 2011
- Nam ca sĩ xuất sắc nhất khu vực Hongkong - Đài Loan tại Lễ trao giải Âm nhạc tiên phong 2011
- Nam nghệ sĩ thời trang khu vực Hongkong - Đài Loan tại Lễ trao giải Quý ông thời trang Esquire 2011
- Nam diễn viên được yêu thích nhất khu vực Hongkong - Đài Loan (Thị đế) tại Lễ trao giải Đài truyền hình Nam Phương (TVS)
- Ca khúc tiếng Quảng được yêu thích nhất toàn cầu cho ca khúc "CHOK" tại Lễ trao giải TVB8 Kình ca kim khúc 2011
- Một trong 10 bài hát vàng tiếng phổ thông cho "Hãy để anh yêu em một giờ" tại Lễ trao giải TVB8 Kình ca kim khúc 2011
- Nam ca sĩ nổi tiếng nhất đại lục tại Lễ trao giải TVB8 Kình ca kim khúc 2011
- Nam ca sĩ xuất sắc nhất tại Lễ trao giải TVB8 Kình ca kim khúc 2011
- Ca khúc nhạc phim được tìm kiếm nhiều nhất - Light up my life tại Lễ trao giải Yahoo!Buzz 2011
- Ca khúc nhạc nhảy nổi tiếng - Chok tại Lễ trao giải Yahoo!Buzz 2011
- Ca sĩ thần tượng được tìm kiếm nhiều nhất tại Lễ trao giải Yahoo!Buzz 2011
- Ca khúc Karaoke hay nhất - Cho anh yêu em một giờ tại Lễ trao giải Metro Radio 2011
- Ca sĩ được thính giả Metro Radio toàn quốc bình chọn tại Lễ trao giải Metro Radio 2011

### 2010
- Top 10 Ca sĩ xuất sắc nhất 2009 tại Giải Thập đại Trung văn ca khúc.
- Top 10 Kình ca kim khúc - Nếu thời gian đến tại Giải Thập đại kình ca kim khúc.
- Ca khúc điền từ hay nhất - Nếu thời gian đến tại Giải Thập đại kình ca kim khúc.
- Ca khúc chế tác hay nhất - Nếu thời gian đến tại Giải Thập đại kình ca kim khúc.
- Giải đồng bài hát tiếng Phổ thông hay nhất - Sau ngày mai tại Giải Thập đại kình ca kim khúc.
- Thiên Vương Á Thái tại Giải Thập đại kình ca kim khúc.
- Giải concert được hoan nghênh nhất - Phong - Tình vô hạn Let's Get Wet tại Giải SINA MUSIC 2009.
- Giải Ca sĩ ưu tú nhất tại Giải thập đại trung văn ca khúc.
- Giải nhân vật được yêu thích nhất cho vai "Cậu Quản Gia" Cam Vĩnh hảo tại Giải Starhub Singapore 2010.
- Giải nam diễn viên được yêu thích nhất (thị đế) tại Giải Starhub Singapore 2010.
- Giải phim truyền hình xuất sắc nhất cho Gia hảo nguyệt viên tại Giải Starhub Singapore 2010.
- Giải Thần tượng được yêu thích nhất tại Giải Nguyên sang ca khúc.
- Giải nam ca sĩ có lượng đĩa tiêu thụ lớn nhất tại Hồng Kông 2009 tại Giải IFPI 2009.
- Giải top 10 album bán chạy nhất cho Album Let's Get Wet tại Giải IFPI 2009.
- Giải top 10 ca sĩ có lượng đĩa tiêu thụ lớn nhất tại Giải IFPI 2009.
- Thần tượng được hoan nghênh nhất tại Giải Tân thành Quốc ngữ lực Music World
- Thần tượng nổi danh châu Á tại Giải Tân thành Quốc ngữ lực Music World
- Giải top 10 ca khúc Quốc ngữ hay nhất cho Bên nhau rất tốt tại Giải Tân thành Quốc ngữ lực Music World
- Giải top 10 nhân vật được yêu thích nhất tại Giải Astro On Demand
- Giải tvb.com nghệ sĩ nổi danh nhất tại Lễ trao giải TVB lần thứ 43
- Giải nam nhân vật được yêu thích nhất tại Lễ trao giải TVB lần thứ 43
- Top 10 ca khúc được tìm kiếm nhiều nhất cho bài Cho đến khi em không tìm anh tại Lễ trao giải Yahoo Buzz 2011
- Nghệ sĩ truyền hình được tìm kiếm nhiều nhất tại Lễ trao giải Yahoo Buzz 2011
- Ca khúc điện ảnh được tìm kiếm nhiều nhất cho bài Luôn luôn ở bên tại Lễ trao giải Yahoo Buzz 2011
- Nam ca sĩ được hoan nghênh nhất tại Lễ trao giải TVB8 - Bảng vàng
- Top 10 ca khúc vàng tiếng Phổ Thông cho bài Bên nhau rất tốt tại Lễ trao giải TVB8 - Bảng vàng
- Ca khúc vàng tiếng Quảng Đông cho bài Cho đến khi em không tìm anh tại Lễ trao giải TVB8 - Bảng vàng
- Ca khúc vàng cho bài Bên nhau rất tốt tại Lễ trao giải TVB8 - Bảng vàng

### 2009
- Giải ca khúc vàng tại TVB Thập đại Kình ca kim khúc 2008
- Nam ca sĩ mới xuất sắc nhất Hồng Kông tại lễ trao giải âm nhạc "Tân thế lực"
- Trình diễn ca khúc song ca xuất sắc nhất tại lễ trao giải âm nhạc "Tân thế lực"
- Ái bất cứu vào top 20 bài hát tại lễ trao giải âm nhạc "Sina"
- Ái bất cứu vào top 10 tại lễ trao giải âm nhạc Thập đại Trung văn ca khúc của RTHK
- Nam nhân vật được yêu thích nhất tại lễ trao giải Astro Hoa Lệ Đài 2008
- Top 12 Diễn viên được yêu thích nhất tại lễ trao giải Astro Hoa Lệ Đài 2008
- Cặp đôi được yêu thích nhất với Chung Gia Hân tại lễ trao giải Astro Hoa Lệ Đài 2008
- Nụ hôn được yêu thích nhất với Xa Thi Mạn tại lễ trao giải Astro Hoa Lệ Đài 2008
- OMY nghệ sĩ nổi danh trên mạng tại lễ trao giải E-award - Singapore
- OMY nam diễn viên Hongkong nổi danh nhất tại lễ trao giải E-award - Singapore
- Hạng 1 Top 10 Diễn viên được yêu thích nhất tại lễ trao giải của Tạp chí NEXT
- Nam nghệ sĩ được khán giả yêu mến nhất tại lễ trao giải của Century Sakura.
- Top 10 ca khúc có lượng tiêu thụ lớn nhất cho bài hát Ái bất cứu tại lễ trao giải tiêu thụ âm nhạc IFPI
- Top 10 ca sĩ có lượng tiêu thụ album lớn nhất cho album Ái tại ký ức & Your love tại lễ trao giải tiêu thụ âm nhạc IFPI
- Giải biểu diễn kiệt xuất tại Lễ trao giải âm nhạc tiên phong - Roadshow
- Giải tiến bộ kiệt xuất tại Lễ trao giải âm nhạc tiên phong - Roadshow
- Giải "Ca khúc phổ thông hay nhất" cho bài hát Ngày mai về sau cùng Vịnh Nhi tại Kình ca kim khúc vòng 1
- Giải "Top 10 ca khúc hay nhất" cho bài hát Nếu thời gian tới tại Kình ca kim khúc vòng 1
- Hạng nhất trong 22000 năng lượng tại Kình ca kim khúc vòng 1
- Giải "Top 10 ca khúc hay nhất" cho bài hát Let's get wet tại Kình ca kim khúc vòng 2
- Hạng nhất cho ICON Được yêu thích nhất tại Kình ca kim khúc vòng 2
- Nam thần tượng có bài Karaoke được yêu thích nhất! tại Giải của tạp chí Yes!
- Nam thần tượng được mê nhất! tại Giải của tạp chí Yes!
- Face Icon tại Giải của tạp chí Face
- Ca khúc nhạc phim được tìm nhiều nhất - Trị đắc lưu lệ (Lâm Phong) tại Giải Yahoo! Buzz 2009
- Nam nghệ sĩ có nhiều fan nhất - Lâm Phong tại Giải Yahoo! Buzz 2009.
- Ca khúc tiếng Quảng được yêu thích trên toàn cầu - Nếu thời gian đến tại Giải TVB8 năm 2009.
- Ca khúc Karaoke hay nhất - Nếu thời gian đến tại Giải Metro Radio 2009.
- Ca khúc gốc mới hay nhất - Nếu thời gian đến tại Giải Metro Radio 2009.

### 2008
- Nam ca sĩ mới xuất sắc tại lễ trao giải Roadshow 2008
- Giải vàng nam ca sĩ mới được yêu thích nhất tại TVB Kình ca kim khúc 2007
- Giải nhân vật được yêu thích nhất tại Astro 2007 - Malaysia cho vai Tiểu Tề - Tề Khoan (Đáng mặt nữ nhi - La Femme Desperado)
- Top 10 Diễn viên được yêu thích nhất tại lễ trao giải của Tạp chí NEXT
- Giải tân nhân xuất sắc trong lễ trao giải âm nhạc 9+2
- Giải tân nhân có lượng tiêu thụ lớn nhất trong lễ trao giải IFPI Hồng Kông
- Giải đĩa bạch kim cho lượng tiêu thụ album vol 2 "Your love"
- Giải nghệ sĩ có phong cách ăn mặc đẹp nhất tại Liên hoan thời trang Thượng Hải
- Giải TVB.com Blog được quan tâm nhất tại Lễ kỉ niệm lần thứ 41 của TVB
- Giải Nam nhân vật được yêu thích nhất: Cậu quản gia - Cam Vĩnh Hảo tại Lễ kỉ niệm lần thứ 41 của TVB
- Minh thiên dĩ hậu đoạt giải Top 10 ca khúc hay nhất tại Lễ trao giải TVB8.
- Yêu không hổ thẹn đoạt giải ca khúc được yêu thích tại Kình ca kim khúc vòng 3.
- Nam diễn viên truyền hình tại Lễ trao giải Yahoo tìm kiếm nhiều nhất lần thứ 6.
- Yêu không hổ thẹn đoạt giải ca khúc được tìm kiếm nhiều nhất tại Lễ trao giải Yahoo tìm kiếm nhiều nhất lần thứ 6.
- Nam diễn viên truyền hình xuất sắc nhất - Đăng quang THỊ ĐẾ CỦA CHÂU Á tại Lễ trao giải truyền hình châu Á lan thu 13 nam 2008.
- Nam ca sĩ tiến bộ trong nhạc đàn tại Lễ trao giải "Âm nhạc tiên phong".
- Nam ca sĩ truyền hình xuất sắc nhất tại Lễ trao giải "Âm nhạc tiên phong".
- Ái bất cứu đoạt giải Top 10 Tân thành ca khúc hay nhất tại lễ trao giải Tân thành kinh bạo (Metro Radio) 2008
- Ái bất cứu (Yêu không hổ thẹn) đoạt giải Tân thành ca khúc Karaoke hay nhất tại lễ trao giải Tân thành kinh bạo (Metro Radio) 2008

### 2007
- Giải nhân vật được yêu thích nhất tại Astro 2006 - Malaysia
- Giải bài hát chủ đề được yêu thích nhất tại Astro 2006 - Malaysia
- Giải nam diễn viên được yêu thích nhất ở Đại Lục tại Lễ kỉ niệm lần thứ 40 của TVB
- Giải Tân thành bạo nhi khúc cho bài Be Brave trong phim hoạt hình Siêu nhân mặt nạ tại Metro kids award
- Giải "Ngôi sao triển vọng nhất" của tạp chí Quân tử
- Giải Nam diễn viên Hong Kong được yêu thích nhất tại lễ trao giải Tinh Quang Đại Điển - Trung Quốc
- Giải đĩa vàng cho lượng tiêu thụ album vol.01 "Ái tại ký ức trung trảo nễ".
- Ca sĩ mới có lượng tiêu thụ album lớn nhất" do EEG trao tặng.
- Hạng 3 trong top 12 bài hát của Kình ca kim khúc (JSG) vòng 3
- Ca sĩ mới được tìm bởi Yahoo nhiều nhất cho bài Ái tại ký ức trung trảo nễ (Tình yêu tìm em trong ký ức)
- Nghệ sĩ truyền hình được tìm nhiều nhất cho vai Trình Lượng trong Đường Tâm Phong Bạo (Sóng gió gia đình)
- Nam ca sĩ mới xuất sắc tại lễ trao giải Tân thành kinh bạo (Metro Radio) 2007

### 2006
- Giải nam diễn viên được yêu thích nhất (Thị đế) tại Astro 2005 - Malaysia cho vai Khấu Trọng (Song long Đại Đường)
- Top 10 nhân vật được yêu thích nhất tại Astro 2005 - Malaysia cho vai Khấu Trọng (Song long Đại Đường)
- Top 10 diễn viên được yêu thích nhất tại giải Phong Vân - Trung Quốc
- Giải diễn viên triển vọng tại giải Phong Vân - Trung Quốc cho vai Ken Tề Bách Hằng (Đột Phá cuối Cùng)
- Nam diễn viên được yêu thích nhất trong giải "nghệ sĩ thường niên" của TVB

### 2005
- Giải ngôi sao tương lai của Quảng Châu

### 2004
- Hạng ba trong 10 diễn viên được yêu thích nhất tại TVB hướng tới Lễ kỉ niệm lần thứ 38: vai Khấu Trọng trong Song long đại Đường.
- Giải bài hát chủ đề được yêu thích tại giải Astro - Malaysia cho bài Quên Đi Đau Thương (bài chủ đề của Quy Luật Sống Còn)

### 2003
- Giải diễn viên tiến bộ nhanh nhất tại Lễ kỉ niệm lần thứ 36 của TVB vai Lạc Bân trong Quy luật sống còn.